# Brachydontium curvisetum
Brachydontium curvisetum är en bladmossart som beskrevs av H. Crum 1987. Brachydontium curvisetum ingår i släktet dimmossor, och familjen Seligeriaceae. Inga underarter finns listade i Catalogue of Life.